# ماتسودایرا نوریناگا
ماتسودایرا نوریناگا (به ژاپنی: 徳川 慶喜 Matsudaira Norinaga); ۲۶ فوریهٔ ۱۶۰۰ – ۱۹ مارس ۱۶۵۴) روجو، سامورایی و دایمیو اهل ژاپن بود.